# State of Emergency
State of Emergency è un videogioco action del 2002, sviluppato da VIS Entertainment e pubblicato da Rockstar Games per PlayStation 2, Xbox e Microsoft Windows.
Lo scopo del gioco è quello di guadagnare il maggior numero di punti possibili e completare le missioni compiendo omicidi e distruggendo oggetti all'interno di un ambiente sandbox.
Nel 2006 ne è stato pubblicato un sequel, State of Emergency 2; lo sviluppo fu avviato da VIS Entertainment, ma a causa del suo fallimento finanziario venne ultimato da DC Studios e pubblicato da SouthPeak Interactive.

## Controversie
State of Emergency è stato oggetto di numerose controversie negli Stati Uniti d'America, dove è stato accusato di similarità con i fatti realmente accaduti durante gli scontri di Seattle per la conferenza OMC del 1999.
Dopo gli scontri avvenuti a Roma il 15 ottobre 2011 durante la manifestazione degli Indignados, alcuni politici italiani, tra cui Alessandra Mussolini e Carlo Giovanardi, aderendo ad una campagna promossa da Klaus Davi, hanno chiesto pubblicamente di mettere al bando il videogioco per incitamento alla violenza.